# Canthon delicatulus
Canthon delicatulus är en skalbaggsart som beskrevs av Vladimir Balthasar 1939. Canthon delicatulus ingår i släktet Canthon och familjen bladhorningar. Inga underarter finns listade.